# Betung Kuning
Betung Kuning is een bestuurslaag in het regentschap Kerinci van de provincie Jambi, Indonesië. Betung Kuning telt 699 inwoners (volkstelling 2010).